# Melkunda (B), Gulbarga
Melkunda (B) là một làng thuộc tehsil Gulbarga, huyện Gulbarga, bang Karnataka, Ấn Độ.